# Història d'Uganda
La història d'Uganda comprèn la història de l'actual estat d'Uganda i dels regnes que l'han precedit.
No existeix documentació escrita sobre els regnes dels bantu i dels bahima i és per això que es consideren prehistòrics. La transmissió escrita de la seva història s'inicia a l'entorn del segle xix, època en què ressorgeixen els regnes de Buganda i Bunyoro.
El 1896 el territori passa a ser el Protectorat britànic d'Uganda i continua així fins al 1962, any de la seva independència. Les següents dècades es caracteritzen per la dictadura de Milton Obote (de 1962 a 1971 i de 1980 a 1985), seguida de la més moderada presidència de Yoweri Museveni (1986).

## Uganda abans del 1900
Els primers habitants humans d'Uganda van ser grups de caçadors i manesh. Vestigis d'aquestes persones en l'actualitat es troben entre els pigmeus, a Uganda occidental. Entre aproximadament 2.000 a 1.500 anys enrere, la població de parla bantu d'Àfrica central i occidental van emigrar a la majoria dels territoris ocupats del sud de l'estat. Els migrants van portar l'agricultura, coneixements del ferro i noves idees d'organització social i política, en el desenvolupament dels regnes centralitzats, inclosos els regnes de Buganda, Bunyoro-Kitara i Ankole. En el Neolític els luo i els ateker van entrar a la zona des del nord, probablement a partir de l'any 100. Van ser ramaders i agricultors de subsistència que es van assentar principalment a les zones septentrional i oriental de l'estat. Alguns Luo van envair l'esfera dels Bunyoro i van ser assimilats amb els bantus, l'establiment de la dinastia Babiito de l'actual Omukama (governant), de Bunyoro-Kitara. La migració Luo va efectuar-se fins al segle xvi, amb la solució d'alguns Luo bantu enmig de la gent a l'est d'Uganda, i procedents de la riba occidental del llac Victòria a Kenya i Tanzània. Els Ateker (karimojong Teso i altres pobles) es van assentar a la zona nord-oriental i oriental del país, i alguns van ser fusionats amb els Luo a la zona nord del llac Kyoga. Quan els comerciants àrabs es van traslladar a l'interior dels seus enclavaments al llarg de la costa de l'oceà Índic d'Àfrica oriental i van arribar a l'interior d'Uganda l'any 1830, hi van trobar diversos regnes ben desenvolupats amb institucions polítiques. Aquests comerciants foren seguits en el decenni de 1860 pels exploradors britànics a la recerca de la font del riu Nil. Els missioners protestants van entrar a l'estat el 1877, seguits per missioners catòlics el 1879.

## Uganda colonial
El 1888 el control de l'emergent "esfera d'interessos" britànica a l'Àfrica oriental va ser assignada per Reial Carta de l'Imperial British East Africa Company, un acord reforçat el 1890 entre Anglaterra i Alemanya confirma el domini britànic sobre Kenya i Uganda. L'alt cost de l'ocupació del territori va obligar l'empresa a retirar-se el 1893, i les seves funcions administratives van ser assumides per un comissionat britànic. El 1894, el Regne d'Uganda va ser formalment protectorat britànic amb el nom de Protectorat d'Uganda.

## Primers anys d'independència d'Uganda
Els britànics van concedir l'autonomia interna a Uganda el 1961, amb les primeres eleccions celebrades l'1 de març de 1961. Benedict Kiwanuka, del Partit Demòcrata, se'n va convertir en el primer primer ministre. Uganda es va mantenir en la Commonwealth. En anys posteriors els partidaris d'un estat centralitzat es van enfrontar amb els que estaven a favor d'una federació i d'una funció molt important per a la tribu local basada en regnes. El debat va culminar al febrer de 1966 quan el primer ministre Milton Obote va suspendre la Constitució, va assumir tots els poders de govern i va eliminar-ne el president i el vicepresident. El setembre del 1967 la nova constitució d'Uganda va proclamar la república, el president es va donar encara més poders, i va abolir-ne els regnes tradicionals.
El 25 de gener de 1971 Obote va ser enderrocat del govern en un cop militar dirigit pel comandant de les forces armades Idi Amin Dada. Amin es va declarar a si mateix president, va dissoldre el parlament, i va modificar la Constitució per donar-se el poder absolut. Idi Amin va produir durant vuit anys el declivi econòmic, la desintegració social i violacions massives dels drets humans. Els acholi i els langi, grups ètnics particulars, van ser objectes de persecució política per Amin a causa del fet que havien recolzat a Obote i havien format gran part de l'exèrcit. El 1978 la Comissió Internacional de Juristes estima que més de 100.000 ugandesos van ser assassinats durant del regnat de terror d'Amin. Algunes autoritats consideren la xifra molt més alta. A l'octubre de 1978 les forces armades de Tanzània repel·leixen una incursió de les tropes d'Amin al territori de Tanzànía. L'exèrcit tanzanià, amb el suport d'exiliats ugandesos, va lliurar una guerra d'alliberament contra les tropes d'Amin i la Jamahiriya va enviar soldats per ajudar-lo. L'11 d'abril de 1979 Kampala va ser presa i Amin va fugir amb les seves forces restants.

## Uganda des del 1979
Després de l'eliminació d'Idi Amin Dada, el Front d'Alliberament Nacional d'Uganda va formar un govern provisional amb Yusuf Lule com a president. Aquest govern va adoptar un sistema ministerial d'administració i va crear un òrgan quasi parlamentari conegut com a Comissió Consultiva Nacional (NCC). El Comitè Nacional de Coordinació i el gabinet Lule sostenien diferents punts de vista polítics. Al juny de 1979, arran d'una controvèrsia sobre l'abast dels poders presidencials, el NCC va substituir Lule amb Godfrey Binaisa. En una controvèrsia sobre les facultats de la presidència, Binaisa va ser retirat al maig de 1980. Posteriorment, Uganda va estar governada per una comissió militar presidida per Paulo Muwanga. Les converses del desembre de 1980 van conduir a unes eleccions en les quals la UPC va tornar al poder sota el lideratge del president Milton Obote, amb Muwanga com a vicepresident. Amb Obote, les forces de seguretat d'Uganda eren unes de les pitjors del món en matèria de drets humans. En els seus esforços per acabar amb una insurrecció dirigida per Yoweri Museveni i la seva National Resistance Army (NRA), va establir l'exèrcit a una important zona de l'estat, especialment a la zona de Luwero, al nord de Kampala.
Obote va governar fins al 27 de juliol de 1985, quan una brigada de l'exèrcit, compost principalment de l'ètnia acholi i les tropes al comandament del tinent general Bazilio Olara Okello, va prendre Kampala i va proclamar-hi un govern militar. Obote fugí a l'exili a Zàmbia. El nou règim, encapçalat per l'excomandant de la força de defensa General Tito Okello (sense relació amb el tinent general Olara Okello), va iniciar les negociacions amb les forces insurgents de Museveni, i es van comprometre a millorar el respecte dels drets humans, posar fi a la rivalitat entre els clans, i a la realització d'eleccions lliures i justes. Durant aquesta època es van produir violacions massives dels drets humans, ja que el govern d'Okello va dur a terme una brutal contrainsurgència, en un intent de destruir el suport de l'ANR.
Les negociacions entre el govern d'Okello i l'ANR es van dur a terme a Nairobi durant la tardor de 1985, amb el president de Kenya, Daniel Arap Moi, la cerca d'un tractat de pau i un govern de coalició a Uganda. Encara que es va acordar a la fi de 1985 un tractat de pau, l'ANR va continuar els combats i es va apoderar de Kampala i de tot l'estat a finals del gener de 1986; obligà les forces d'Okello a fugir al nord, cap al Sudan, i es formà un govern amb Museveni com a president.
Des que va assumir el poder, el govern dominat per l'agrupació política creada per Museveni i els seus seguidors, el Moviment Nacional de Resistència (MNR o el "Moviment"), ha posat fi a les violacions dels drets humans dels governs anteriors; s'hi inicià una substancial i general liberalització política i llibertat de premsa, i va instituir àmplies reformes econòmiques i polítiques després de consultar amb el Fons Monetari Internacional (FMI), el Banc Mundial, i els governs donants.
A les zones del nord, com Acholilàndia, hi ha hagut resistència armada contra el govern des de 1986, basada en grups rebels que inclouen la Força Democràtica del Poble d'Uganda i l'Exèrcit de Moviment de l'Esperit Sant. Actualment, l'únic grup rebel és l'Exèrcit de Resistència del Senyor dirigit per Joseph Kony, que ha dut a terme un segrest generalitzat de nens per servir com a soldats o com a esclaus sexuals.
El 1996 Uganda va ser un element clau a favor del derrocament del president del Zaire Mobutu Sese Seko durant la Primera Guerra del Congo, en fer costat al líder rebel Laurent Kabila. Entre el 1998 i el 2003 l'exèrcit d'Uganda va participar en la Segona Guerra del Congo i el govern segueix donant suport als grups rebels com el Moviment per a l'Alliberament del Congo i algunes faccions de la Coalició Congolesa per a la Democràcia.
L'agost del 2005 el Parlament va votar a favor de canviar la constitució per aixecar els límits del mandat presidencial, la qual cosa permet a Museveni presentar-se a un tercer mandat si així ho desitja. En un referèndum al juliol del 2005 el 92,5% va donar suport a la restauració de la política multipartidista. Kizza Besigye, rival polític de Museveni, va tornar de l'exili a l'octubre del 2005 i es va presentar com a candidat presidencial per a les eleccions del 2006. En el mateix mes Milton Obote va morir a Sud-àfrica. Museveni va guanyar les eleccions presidencials del 2006.